# Саловское сельское поселение (Мордовия)
Саловское се́льское поселе́ние — муниципальное образование в Лямбирском районе Мордовии Российской Федерации.
Административный центр — посёлок Совхоз «Коммунар».

## История
Статус и границы сельского поселения установлены Законом Республики Мордовия от 28 декабря 2004 года № 122-З «Об установлении границ муниципальных образований Лямбирского муниципального района, Лямбирского муниципального района и наделении их статусом сельского поселения и муниципального района».

## Население
| 2002  | 2010  | 2012  | 2013  | 2014  | 2015  | 2016  |
| ----- | ----- | ----- | ----- | ----- | ----- | ----- |
| 1735  | ↗1752 | ↘1745 | ↘1731 | ↘1729 | ↗1730 | ↘1724 |
| 2017  | 2018  | 2019  | 2020  | 2021  |       |       |
| ↗1740 | ↗1798 | →1798 | ↘1793 | ↘1700 |       |       |

## Состав сельского поселения
| №  | Населённый пункт  | Тип населённого пункта          | Население |
| -- | ----------------- | ------------------------------- | --------- |
| 1  | Еремеево          | село                            | ↘19       |
| 2  | Лопатино          | деревня                         | ↘1        |
| 3  | Лопатино          | село                            | ↗395      |
| 4  | Мухановка         | деревня                         | ↗4        |
| 5  | Новая Михайловка  | деревня                         | ↘110      |
| 6  | Новое Смольково   | деревня                         | ↗31       |
| 7  | Новомихайловский  | посёлок                         | ↗74       |
| 8  | Приволье          | деревня                         | ↗49       |
| 9  | Репьевка          | село                            | ↘0        |
| 10 | Саловка           | село                            | ↗112      |
| 11 | Смоленский        | посёлок                         | ↘0        |
| 12 | Смольково         | село                            | ↘181      |
| 13 | Совхоз «Коммунар» | посёлок, административный центр | ↗779      |